# آليات التأمل المعتمد على اليقظة
اليقظة الكاملة عُرِّفت في المصطلحات النفسية الحديثة بأنها «الانتباه إلى الجوانب ذات الصلة من التجربة بطريقة غير حكمية»، والحفاظ على التركيز على خبرات اللحظة الحالية بموقف من الانفتاح والقبول. يُستخدم التأمل كأداة لتحقيق اليقظة الكاملة. كلا الممارستين، اليقظة الكاملة والتأمل، «مستوحاة مباشرة من التقاليد البوذية» وروج لهما جون كابات-زين على نطاق واسع. أظهر التأمل المعتمد على اليقظة الكاملة أو تأمل اليقظة (اختصارًا) تأثيرًا إيجابيًا على عدة مشاكل نفسية مثل الاكتئاب، مما أدى إلى تشكيل برامج قائمة على اليقظة مثل العلاج المعرفي المعتمد على اليقظة (إم بي سي تي)، وخفض التوتر المعتمد على اليقظة، وإدارة الألم المعتمدة على اليقظة. تطبيقات تأمل اليقظة راسخة، لكن الآليات الكامنة وراء هذه الممارسة لم تُفهم بالكامل بعد. أظهرت العديد من الاختبارات والدراسات على الجنود المصابين باضطراب الكرب التالي للصدمة النفسية (بيه تي إس دي) نتائج إيجابية كبيرة في خفض مستويات التوتر والقدرة على التعامل مع مشكلات الماضي، مما يمهد الطريق لمزيد من الاختبارات والدراسات لتطبيع وقبول البحث وتأمل اليقظة، ليس فقط للجنود المصابين باضطراب الكرب التالي للصدمة، بل للعديد من الإعاقات أو الاضطرابات العقلية.
اقتُرح أربعة مكونات لتأمل اليقظة الكاملة لوصف آلية عمله: تنظيم الانتباه، والوعي بالجسد، وتنظيم المشاعر، وتغيير نظرة الفرد إلى الذات. ترتبط جميع هذه المكونات ببعضها البعض. على سبيل المثال، عندما يستفز الشخص بسبب منبه خارجي، يحاول نظام الانتباه التنفيذي الحفاظ على حالة اليقظة. يحدث أيضًا ارتفاع في الوعي الجسدي (مثل تسارع ضربات القلب) مما يُحفز استجابة عاطفية. يتم بعد ذلك تنظيم هذه الاستجابة لمنع تحولها إلى رد فعل تلقائي، مع استمرار تغيرها بناءً على الخبرات اللحظية. يؤدي هذا في النهاية إلى تغيير في إدراك الفرد لذاته.

## تنظيم الانتباه
تنظيم الانتباه هو مهمة تركيز الانتباه على هدف معين، مع الاعتراف بأي مصادر تشتيت، ثم إعادة التركيز مرة أخرى إلى الهدف. تظهر بعض الأدلة حول الآليات المسؤولة عن تنظيم الانتباه أثناء تأمل اليقظة ما يلي:
- أظهر ممارسو تأمل اليقظة تنشيطًا أكبر في منطقة القشرة الحزامية الأمامية المنقارية (إيه سي سي) ومنطقة القشرة أمام الجبهية الإنسية الظهرية (إم بيه إف سي).  يشير هذا إلى أن الممارسين يعالجون الصراع/التشتت بشكل أقوى وينخرطون أكثر في التنظيم العاطفي. مع ذلك، مع زيادة كفاءة الممارسين في التركيز الانتقائي، يصبح التنظيم غير ضروري مما يؤدي على المدى الطويل إلى تقليل تنشيط منطقة ( إيه سي سي).[5]
- وُجد أن سماكة القشرة الدماغية في منطقة القشرة الحزامية الأمامية الظهرية (دي إيه سي سي) أكبر في المادة الرمادية لدى الممارسين ذوي الخبرة في التأمل.[6]
- لوحظ زيادة في إيقاع ثيتا الأمامي المتوسط المرتبط بالمهام التي تتطلب تركيزًا، ويُعتقد أن هذا الإيقاع مؤشر على تنشيط القشرة الحزامية الأمامية (إيه سي سي). ارتبط ارتفاع إيقاع ثيتا المتوسط بأدنى درجات القلق في مقياس القلق الظاهر (إم إيه إس)، وأعلى الدرجات في مقياس الانبساطية من قائمة مودسلي للشخصية (إم بيه آي)، وأدنى الدرجات في مقياس العصابية من نفس القائمة.[7]

تكتشف القشرة الحزامية الأمامية (إيه سي سي) المعلومات المتضاربة الناتجة عن المشتتات. عند تعرُّض الشخص لمنبه متضارب، يعالج الدماغ المنبه بشكل خاطئ في البداية، وهي ظاهرة تُعرف باسم السلبية المرتبطة بالخطأ (إي آر إن). قبل وصول (إي آر إن) إلى عتبة معينة، يتم اكتشاف التضاد الصحيح عبر الموجة الجبهية المركزية (إن 2) بعد التصحيح، تُنشَّط القشرة الحزامية الأمامية المنقارية، مما يسمح بالانتباه التنفيذي نحو المنبه الصحيح. لذلك، قد يكون تأمل اليقظة أسلوبًا محتملًا لعلاج اضطرابات الانتباه مثل اضطراب نقص الانتباه مع فرط النشاط (إيه دي إتش دي) والاضطراب ثنائي القطب.